# Eduardo Schaerer
Eduardo Schaerer Vera y Aragón (ur. 2 grudnia 1873 w Caazapá, zm. 12 listopada 1941 w Buenos Aires) – paragwajski polityk, prezydent Paragwaju od 15 sierpnia 1912 do 15 sierpnia 1916.
W 1912 został ministrem spraw wewnętrznych. Należał do Partii Liberalnej. Doprowadził do ustabilizowania sytuacji w kraju pogrążonym w chaosie i jako pierwszy prezydent Paragwaju w XX wieku sprawował urząd do końca kadencji. Znaczne wpływy polityczne zachował również w późniejszych czasach.